# Музей Клюні
Музей Клюні, повна назва (Музей Середньовіччя — терми і палац Клюні) (фр. musée du Moyen Âge - thermes et hôtel de Cluny) — музей історії й культури Середньовіччя, заснований в Парижі в 1832 році.

## Історія

### Римські терми
Ця будівля — походить з 3 ст. н.е., коли землі сучасної Франції входили як складова частина — до Римської імперії. Римські терми в поселенні римлян Лютеція досить повно збереглися до 21 ст., а серед трьох головних зал (фрігідарій, тепідарій, кальдарій) поруйнованим, менш збереженим був лише кальдарій(зала для гарячих ванн). Ще однією особливістю будівлі є оригінальні давньоримські склепіння також 3 ст. н.е. Залишились мало ушкодженими і підмурки та підвали терм. Вони теж експонат музею і влітку туди пускають відвідувачів музею.

### Путівник по музею Клюні

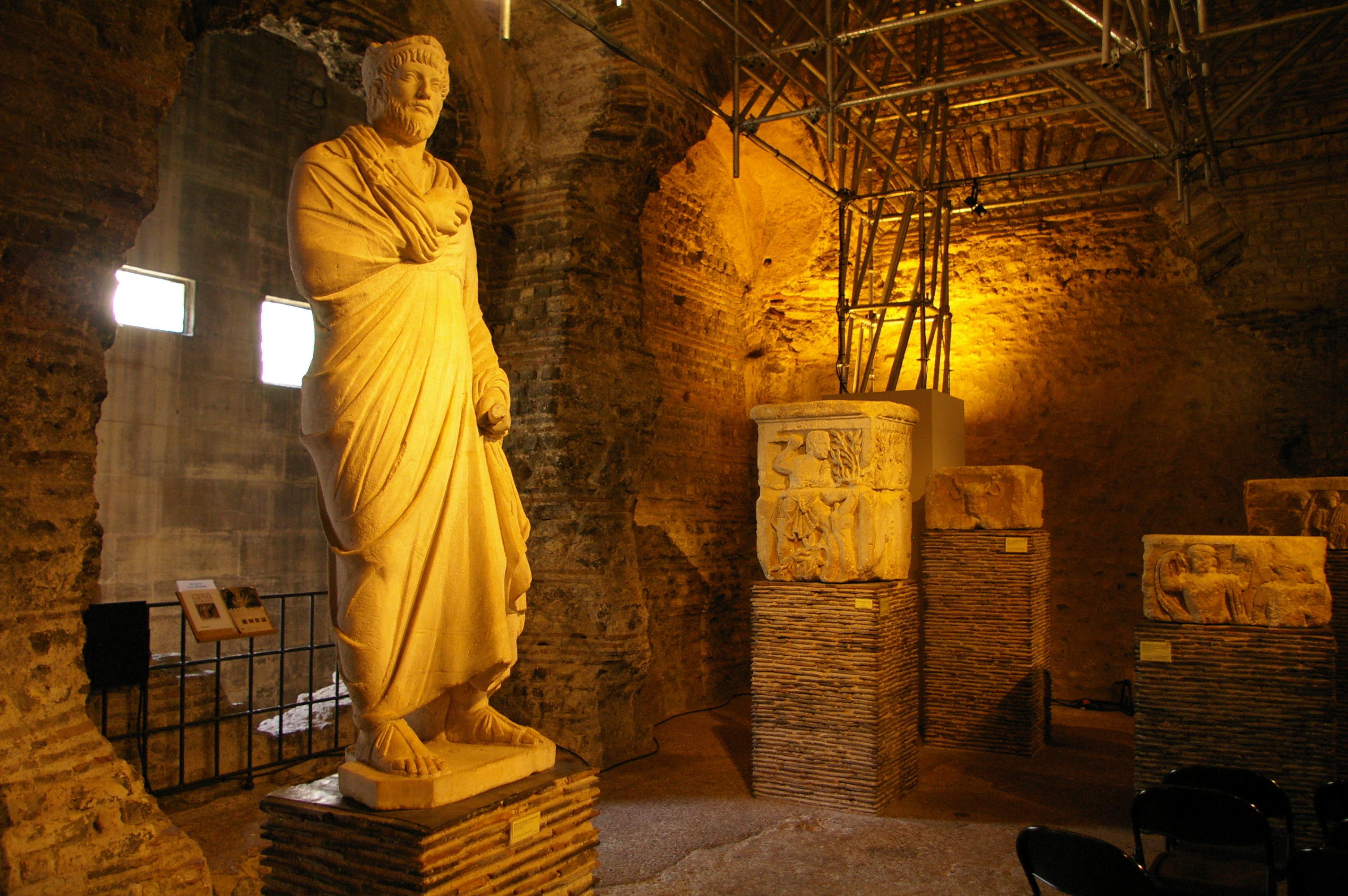

Особливістю путівника по музею Клюні є не нумерація залів, а їх назва. Зали терм дотепер зберегли давньоримські назви — фрігідарій, тепідарій, кальдарій, але пристосовані вони до музейних експозицій.
Стіни стародавніх залів залишені недекорованими. Можна розгледіти усі типи цегляної чи кам'яної кладки. Музейники Клюні не побоялися доповнити зали шерехатими постаментами під експонати та майже індустріальними металевими конструкціями, на яких змонтовані сучасні пристрої освітлення.

### В добу середньовіччя

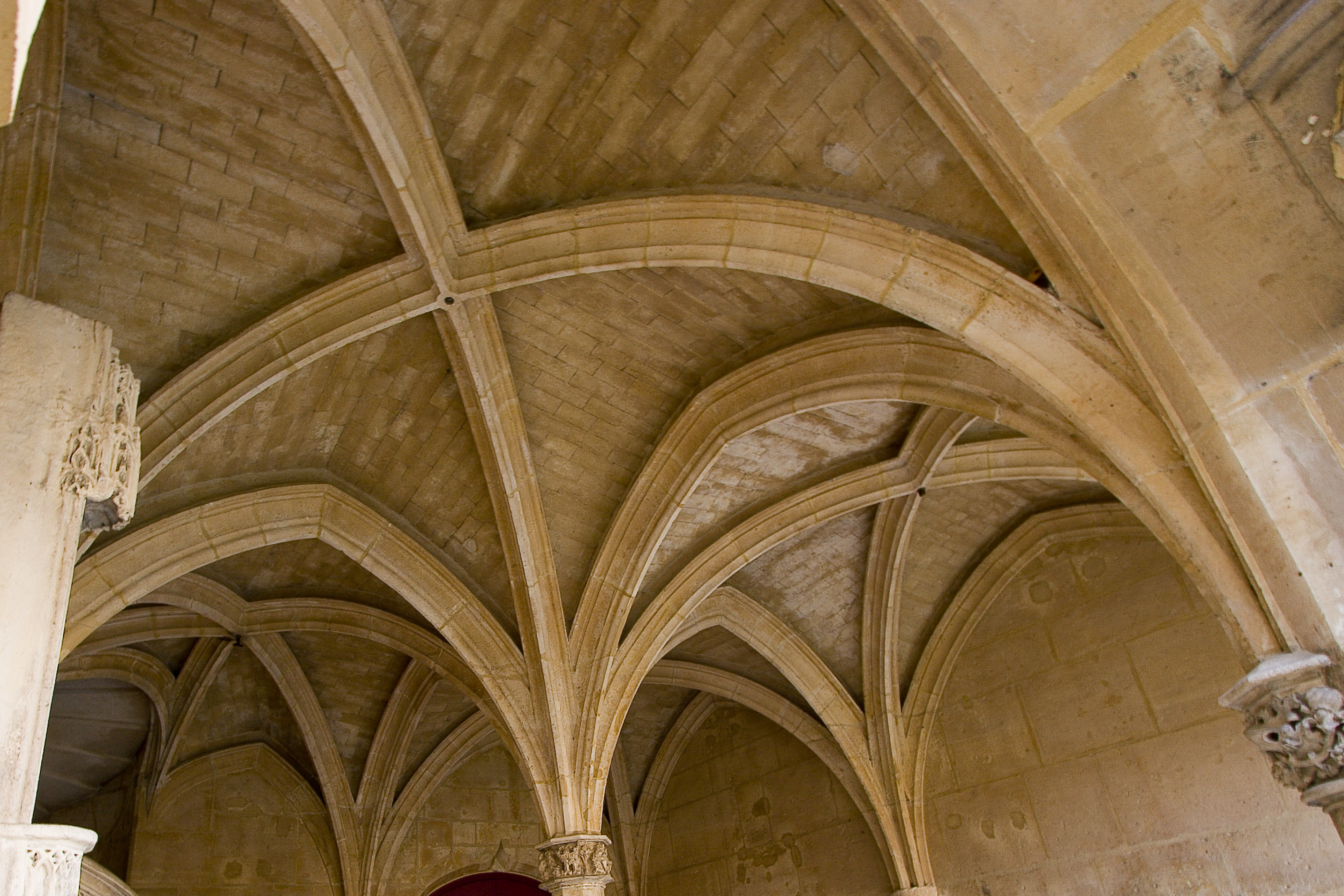
Склепіня готичних добудов

На місці римських терм у XIII столітті будується монастир ордену Клюні. Освічені ченці прибули у Париж по запрошенню університету Сорбонна для розповсюдження письменності. В кінці XV століття абат Жак д'Амбуа (фр. Jacques d'Amboise) добудовує до монастиря палац — офіційну резиденцію монастиря в столиці. Ці добудови до терм — один зі зразків французької готики.

### На зламі 18-19 ст.
Під час Французької Революції 1789—1793 років монастир націоналізували. У 1832 році тут розмістили приватний музей колекціонера Олександра дю Соммерара, кількість експонатів якого сягала 1500 екземплярів. Це були твори декоративно-ужиткового мистецтва середньовіччя та доби європейського відродження.
Олександр дю Соммерар запланував створити опис свого зібрання, навіть встиг надрукувати чотири томи з описами середньовічної архітектури. Його працю обірвала смерть і опис збірки створив вже його син.

### Значні поповнення

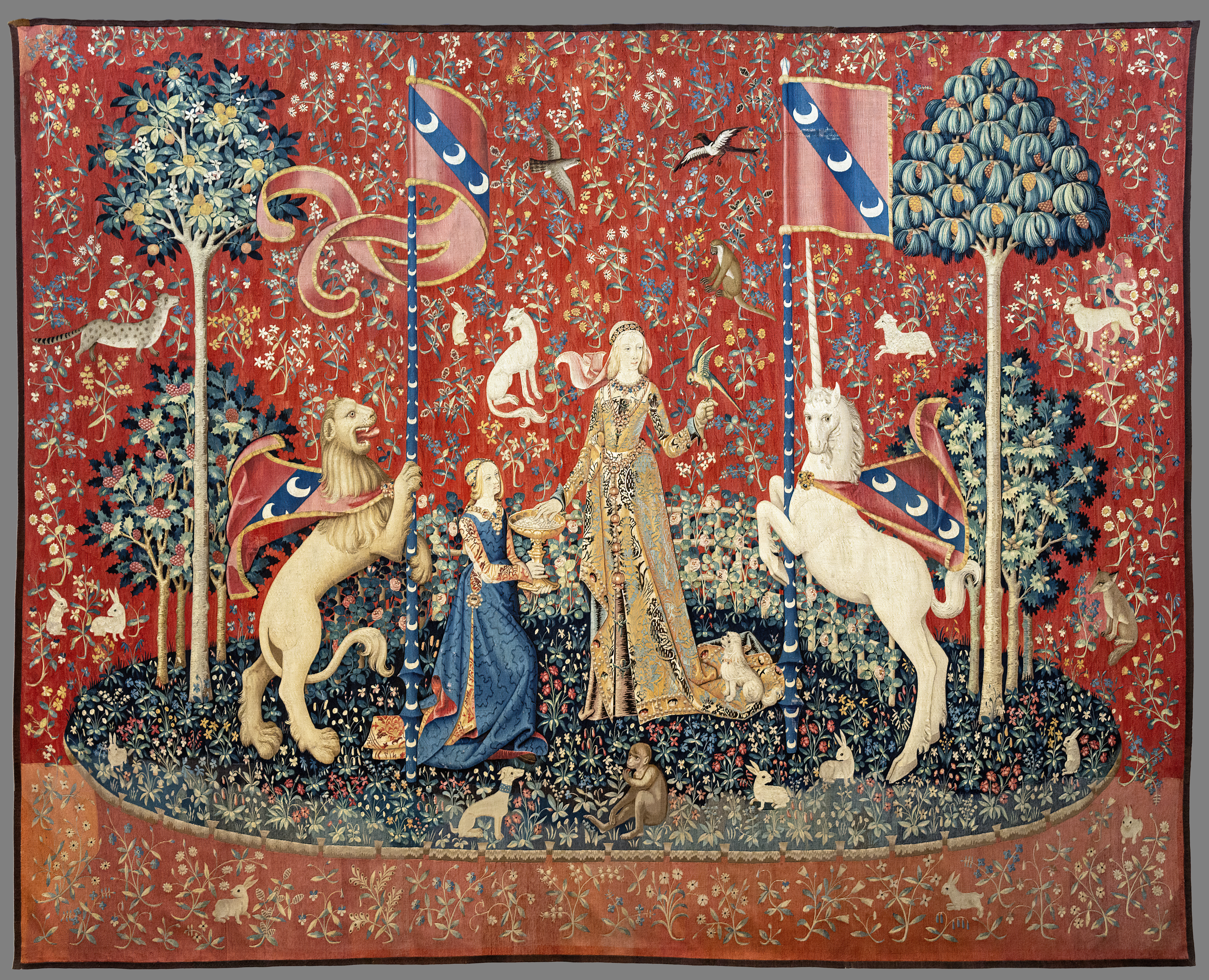
Дама з однорогом. Смак

Збірка-музей була викуплена державою 29 липня 1843 р. Так музей став державним. Музей почали поповнювати новими артефактами та навіть цілими колекціями. Саме сюди передали середновічну скульптуру доби романики та готики. Адже під час революції 1789-1793 рр. знімали та нівечили скульптури готичних соборів, грабували поховання, розбирали на буд. матеріали церковні споруди. В музей Клюні передали середновічні вітражі, серед яких і зразки з базиліки Сен-Дені, датовані 1144 роком, архітектурні фрагменти середьовічних споруд, пошкоджені скульптури собору Нотр Дам та Сен-Шапель.
У 1882 році в музей Клюні передали придбані з приватної збірки килими — мільфльори серії «Дама з однорогом».

### Експозиція

Сама будівля музею є також своєрідним експонатом: як галло-романська частина, так і середньовічний палац.
У музеї представлені:
- Антична кераміка
- Середньовічна кераміка
- Дерев'яні та кам'яні скульптури (XII—XIII століття)
- Гобелени
- Вітражі
- Меблі
- Мініатюри
- Вироби зі слонової кістки
- Предмети побуту (замки, ключі, монети, інструменти)

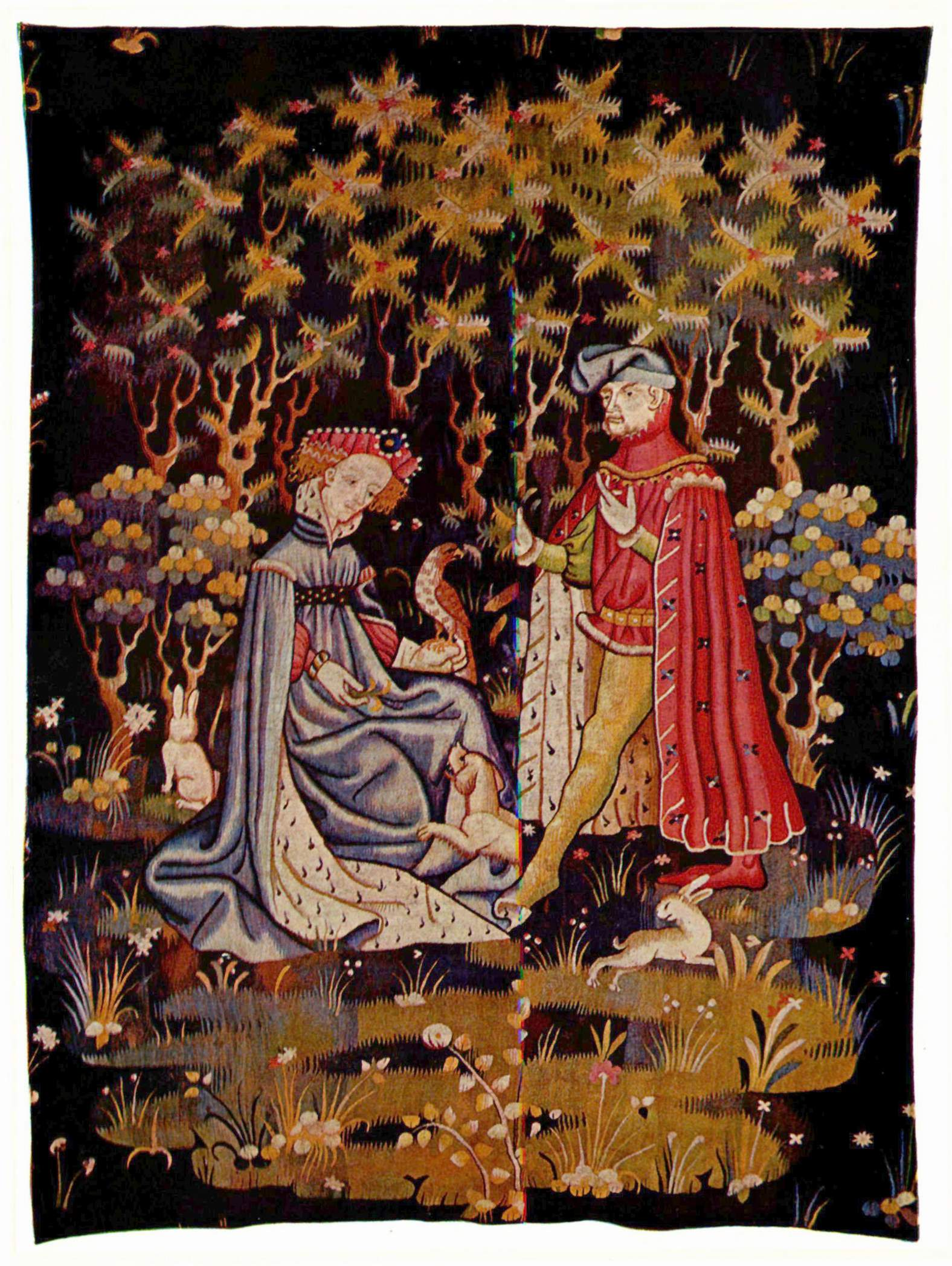
Килим «Серце у подарунок», 1410 р.
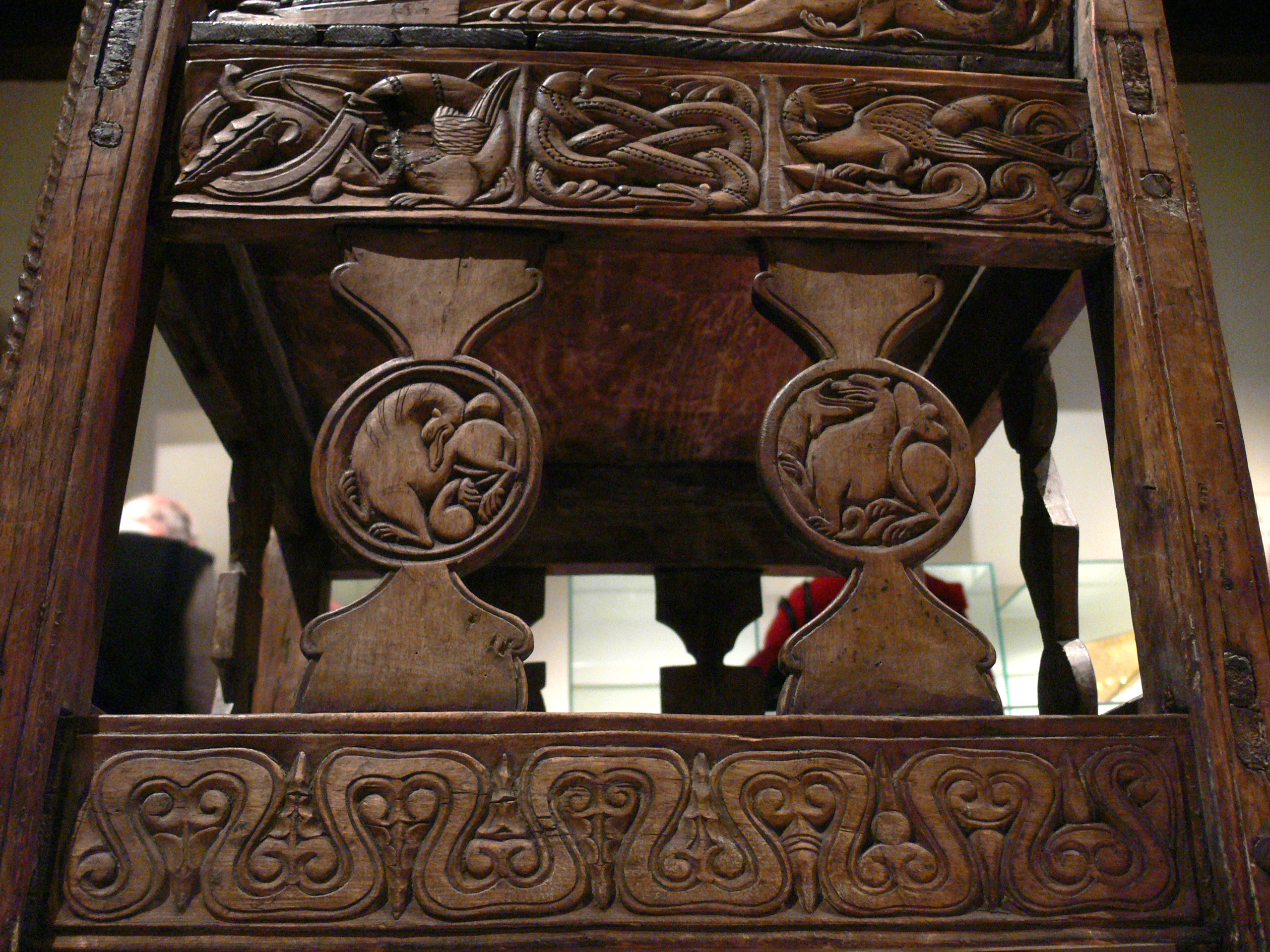
Декор середньовічних меблів
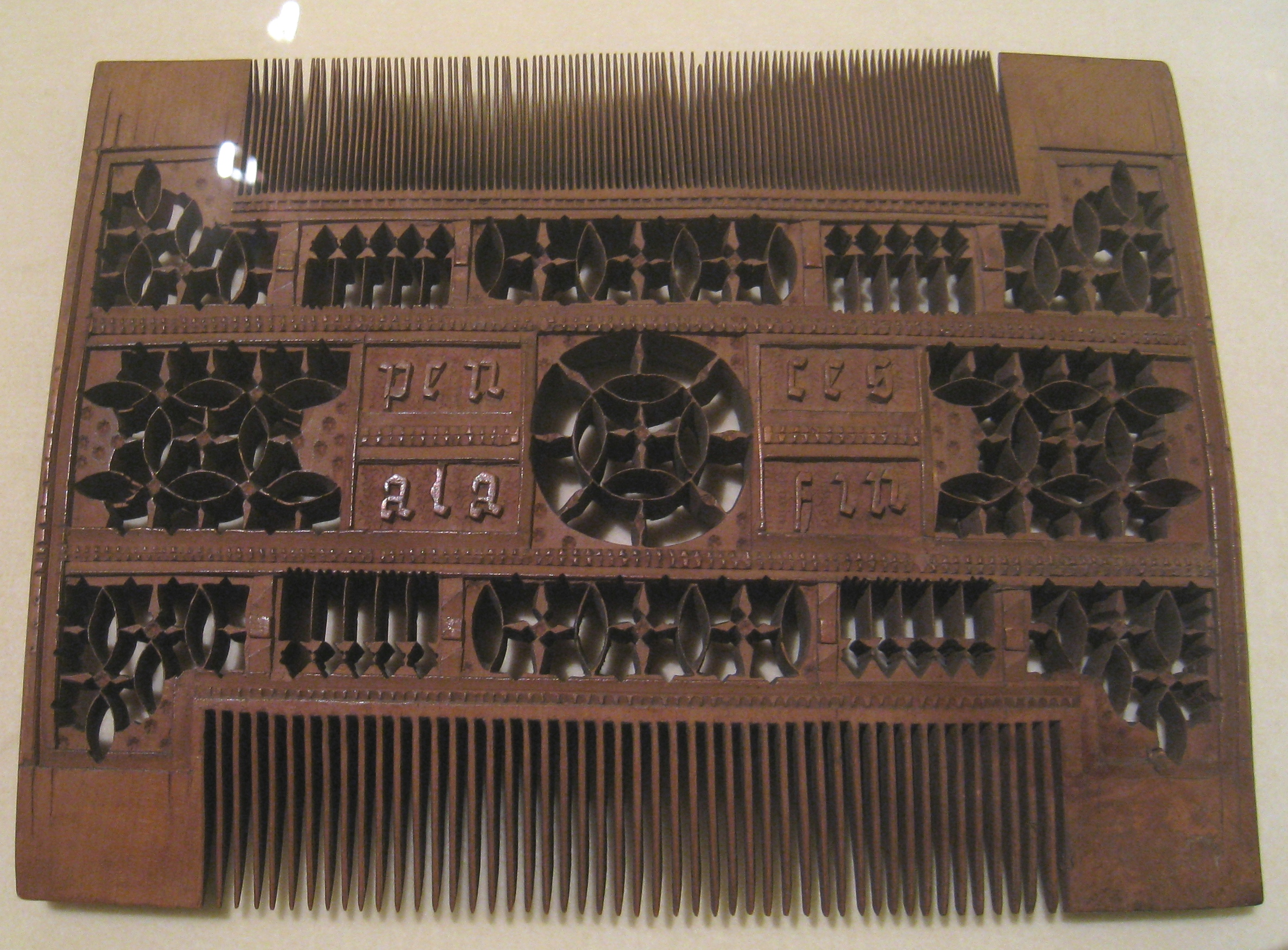
Середньовічний гребінь
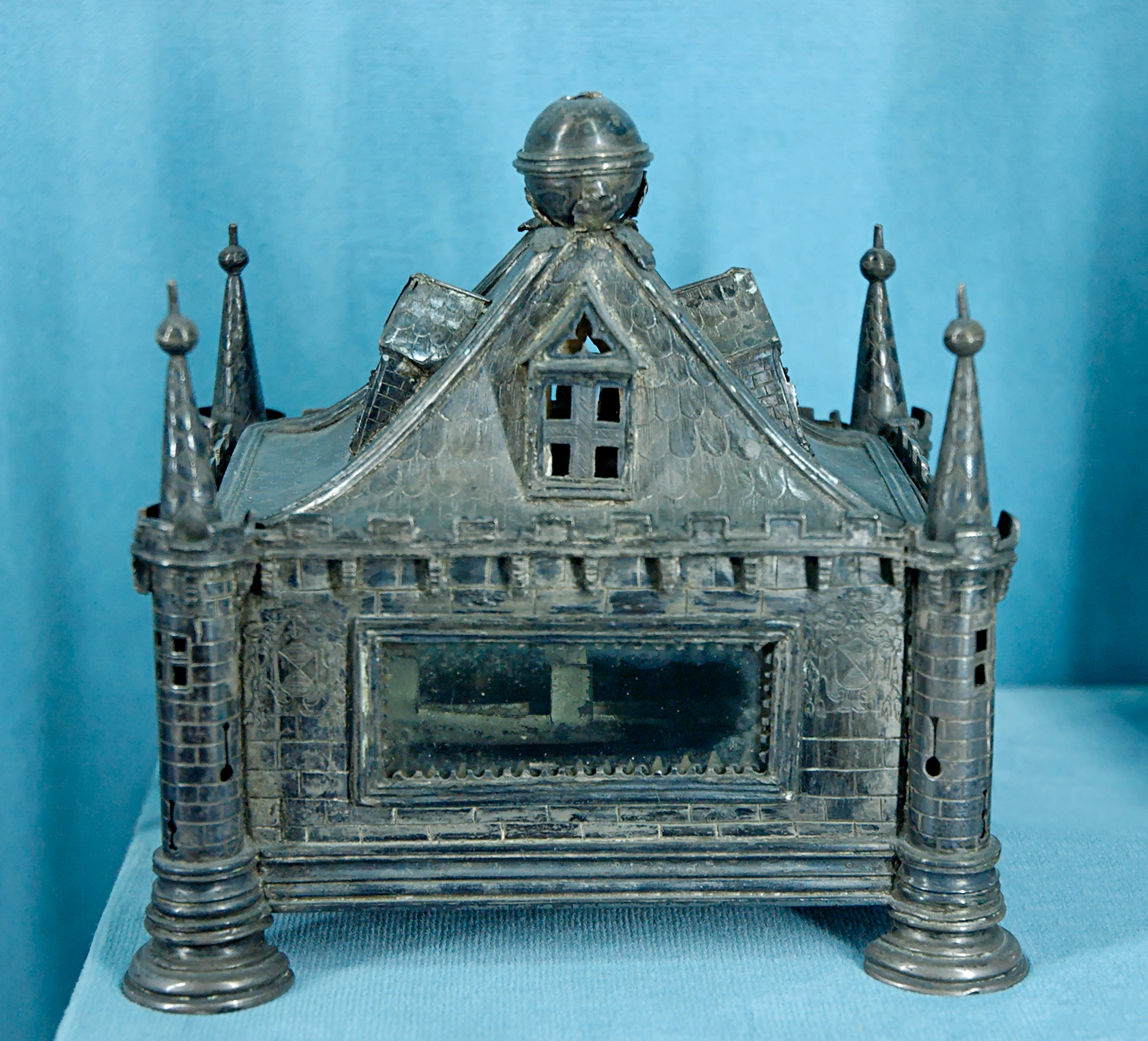
Релікварій Св. Луї Тулузького
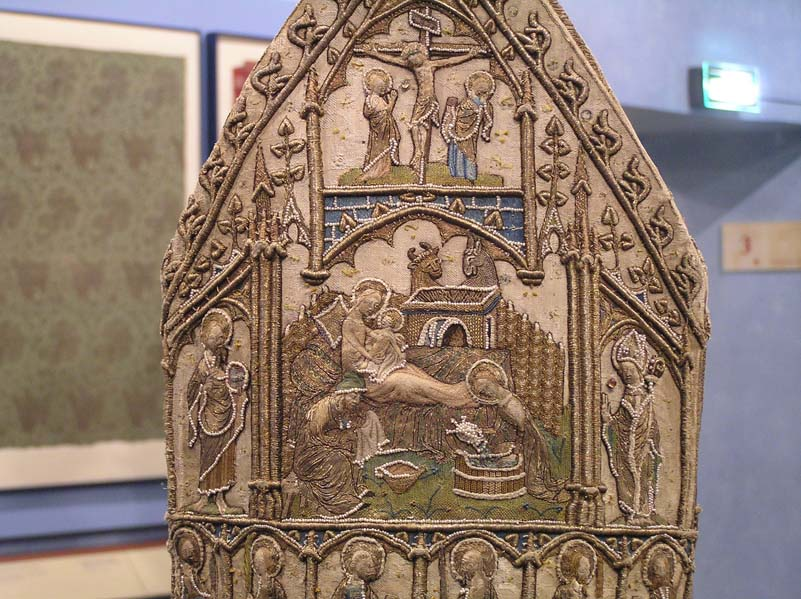
Мітра священика, шитво перлами
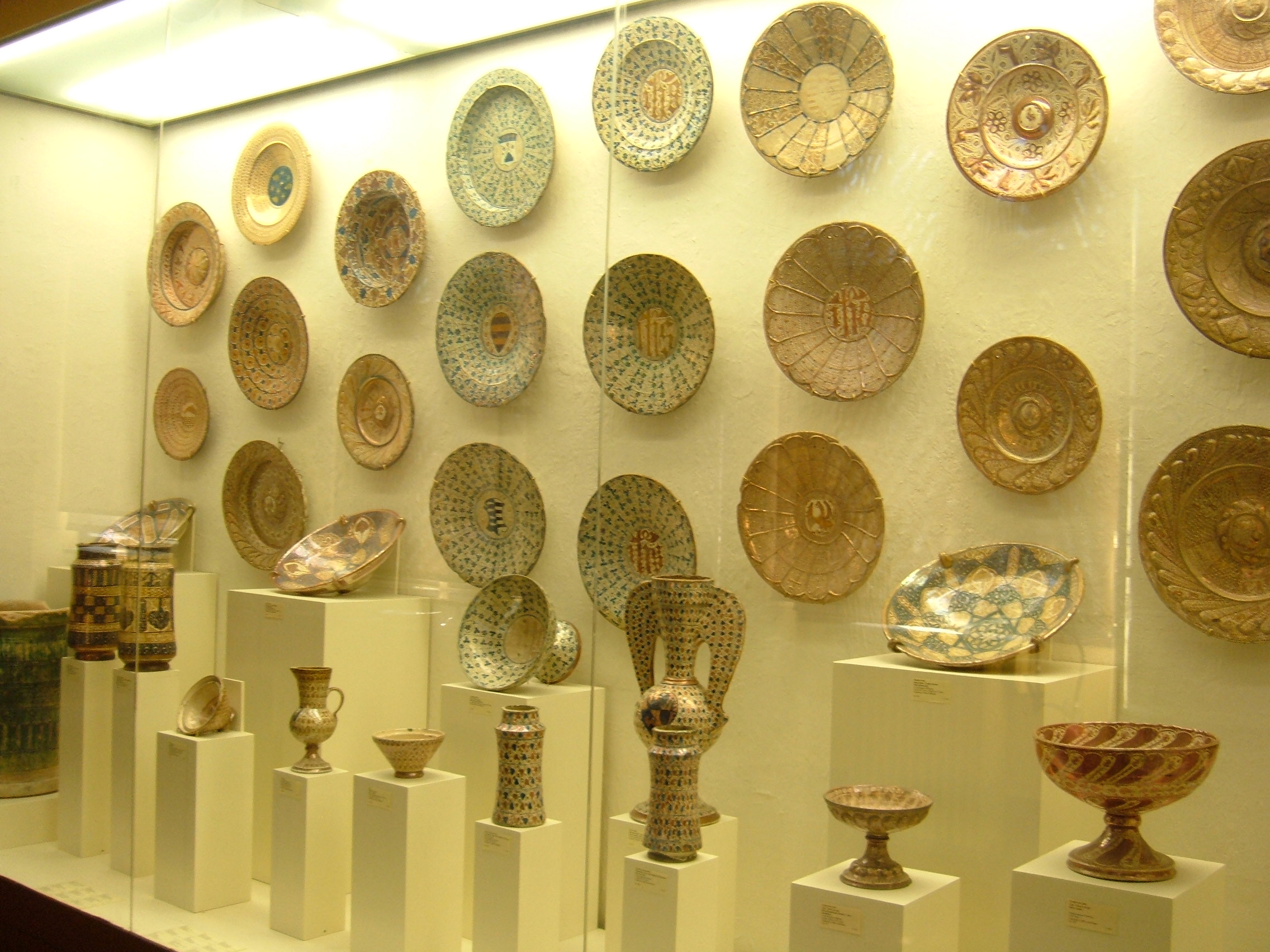
Середньовічна кераміка

### Статуїсобору Паризької Богоматері
Під час Французької революції Собор Паризької Богоматері припинив виконувати функції культової споруди. Якобінський Конвент оголосив, що «всі емблеми всіх царств мають бути стерті з лиця землі». За окремим наказом Робесп'єра слід було обезголовити кам'яних королів з фасаду собору.
Голови юдейських царів знайшлися лише в 1978 році під час ремонту в підвалі Французького банку зовнішньої торгівлі. До того часу собор вже прикрашали знову освячені й відреставровані у XIX столітті копії зруйнованих статуй. Знайдені оригінали виставлені в музеї Клюні.

### Гобелени «Дама з єдинорогом»

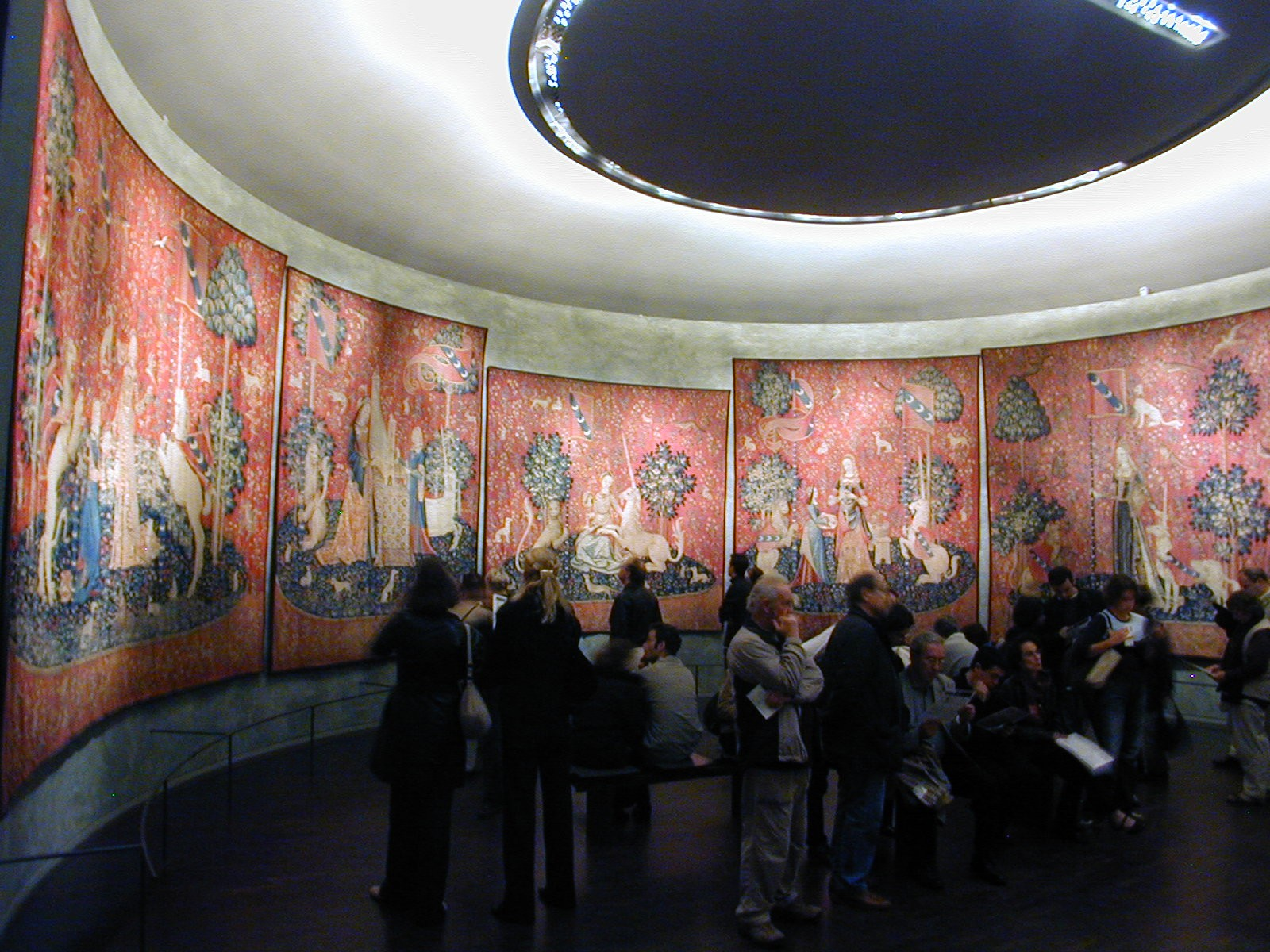
Зала з мільфльорами серії «Дама з однорогом»

Текстиль — особлива галузь мистецтва. Музеї приділяють особливу увагу як придбанню, так і збереженню та вивченню зразків стародавнього текстилю. Типи плетива ниток, сировина та комбінація ниток різного походження, оздоби у вигляді вишивки, аплікації, шитво перлами — багато про що можуть розповісти науковцям. Текстильні вироби вражають красою, надзвичайно поціновувались і погано зберігались. Деяким винятком є музейна збірка музею Клюні, де є власна колекція зразків текстилю від пізньої античності до ренесансу.
Безумовним шедевром збірки стали мільфльори (килими-гобелени) серії «Дама з однорогом». Унікальність серії, її надзвичайні мистецькі якості забезпечили серії світову славу. Музейники Клюні пішли на надзвичайні заходи заради найкращої демонстрації цієї серії. В страровинній будівлі створена сучасна округла зала, де демонструється тільки ця серія.
Шість гобеленів, п'ять з яких присвячені п'яти почуттям людини.
Назва серії не оригінальна, а була придумана в XIX столітті. Оригінальна назва й автор гобелену невідомі, що не заважає вважати килими одним з найвищих досягнень килимарства Франції доби середньовіччя.

### Ювелірні вироби в Клюні

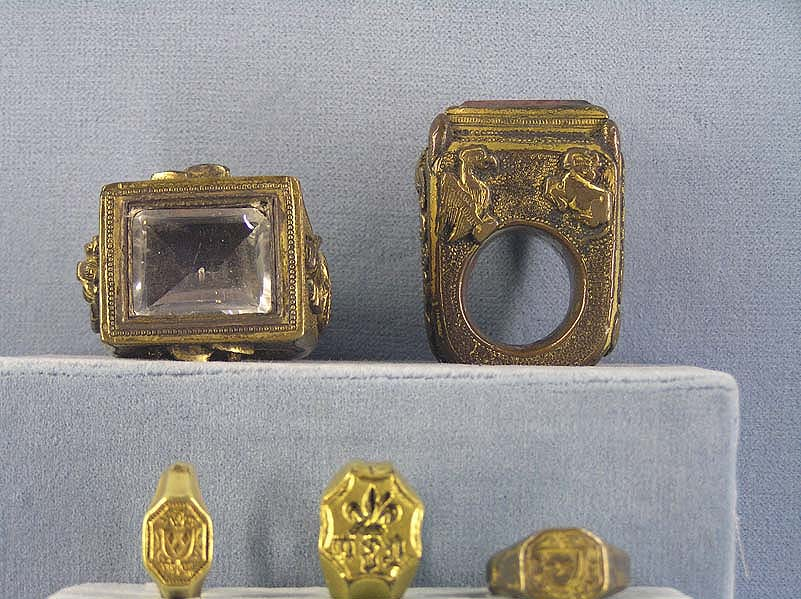
Золоті каблучки єпископів
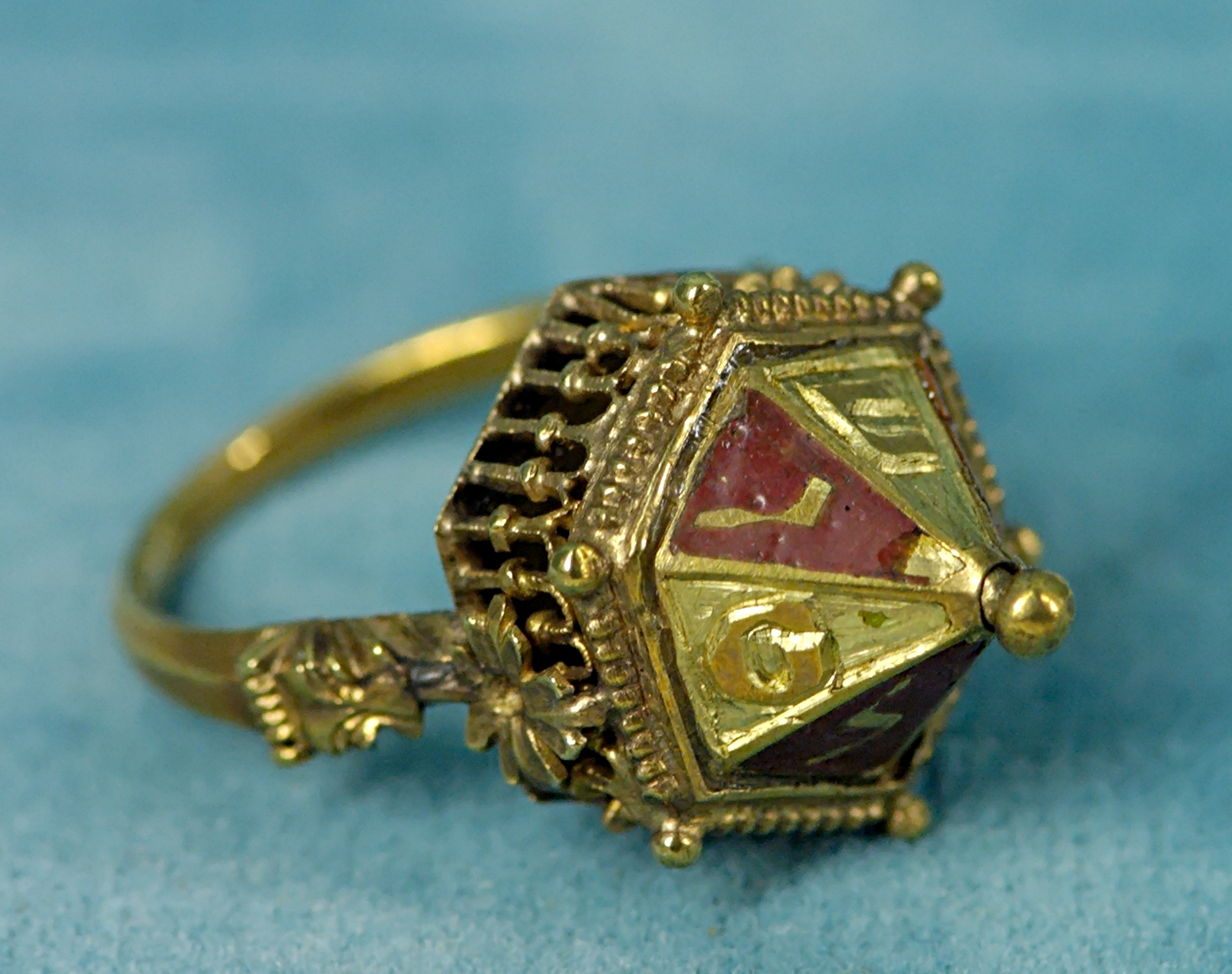
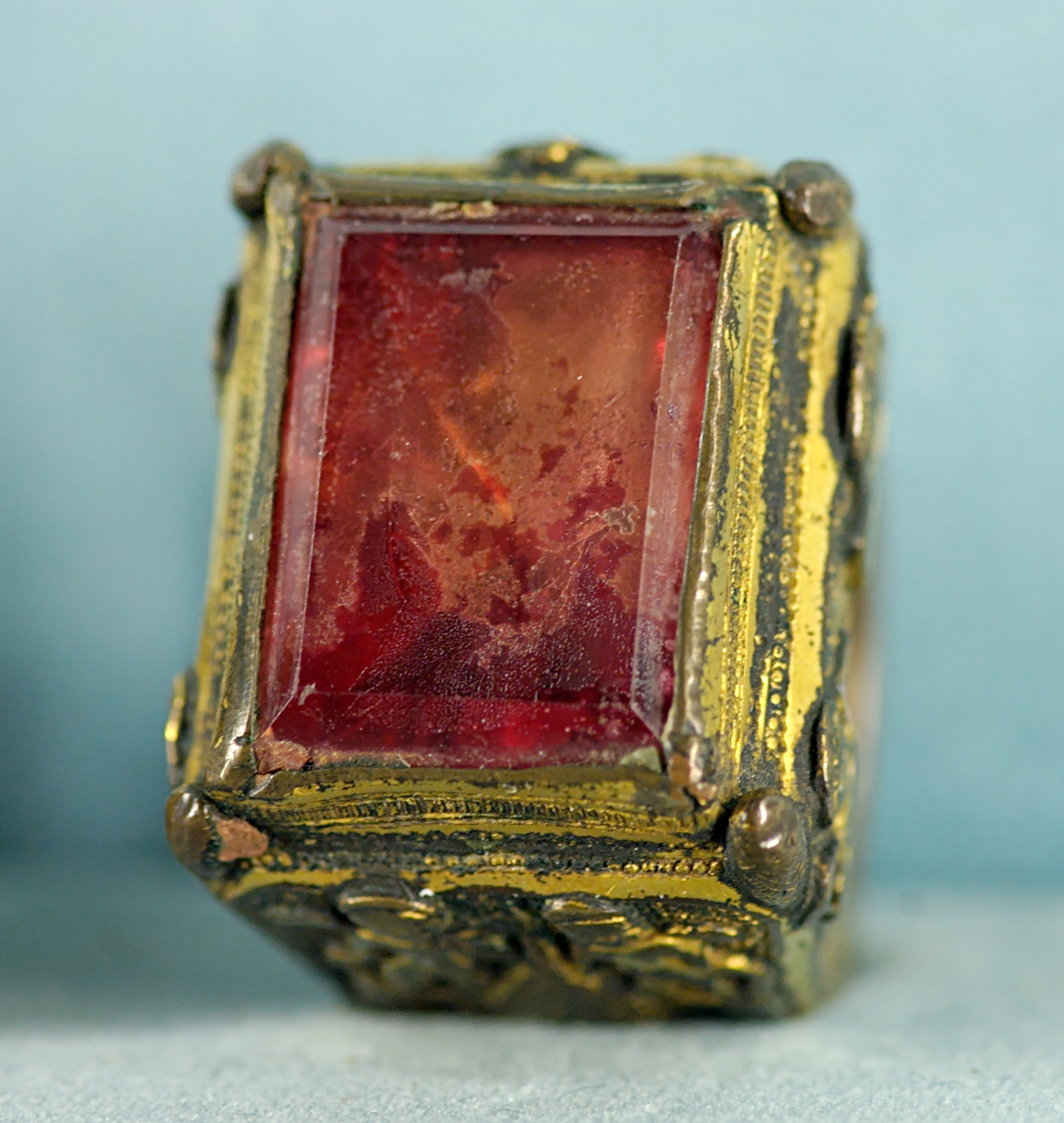
Каблучка папи римського Сікста IV
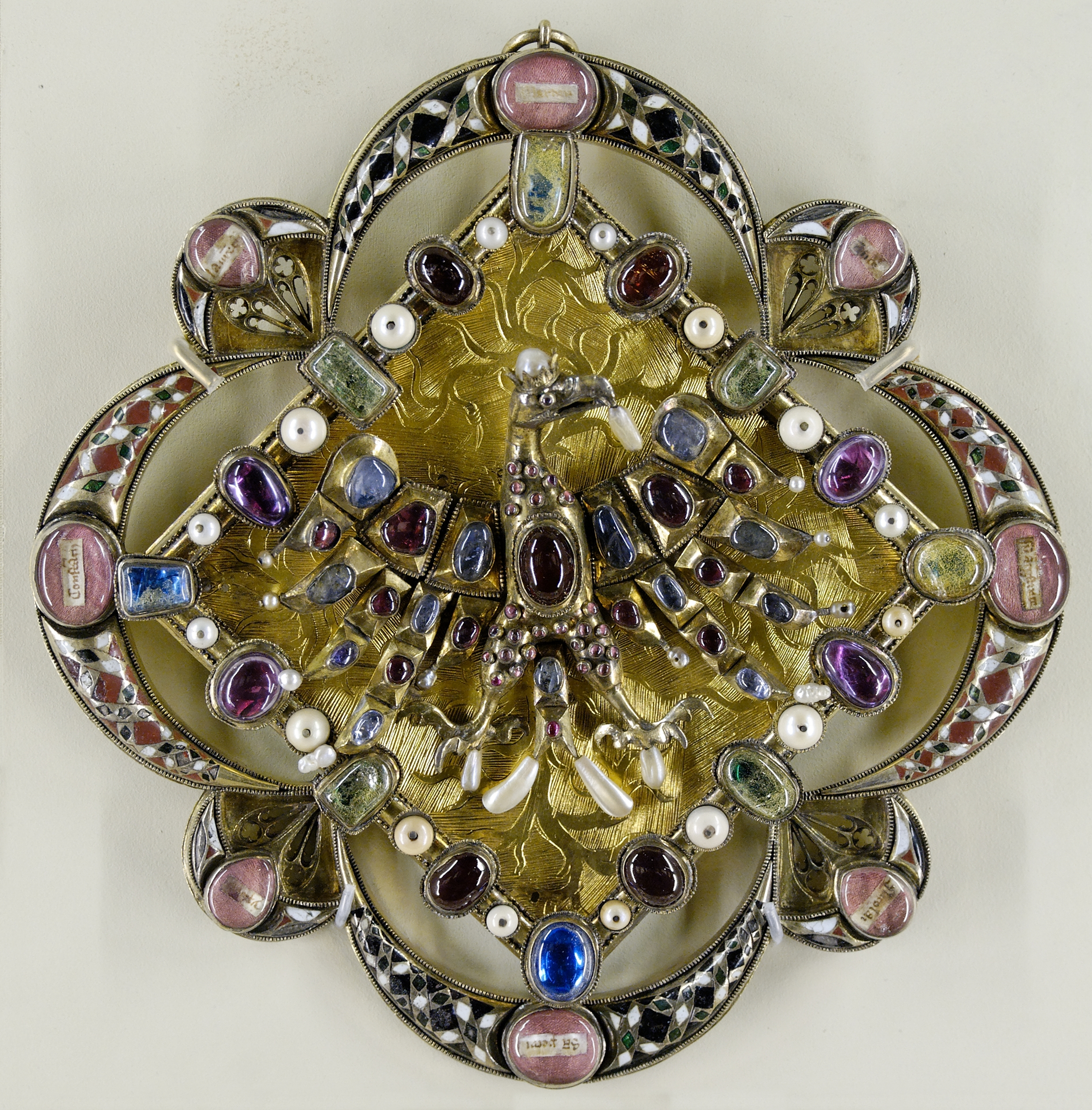
Релікварій з орлом, викладеним напівкоштовним камінням, можливо, Чехія, 14 ст.
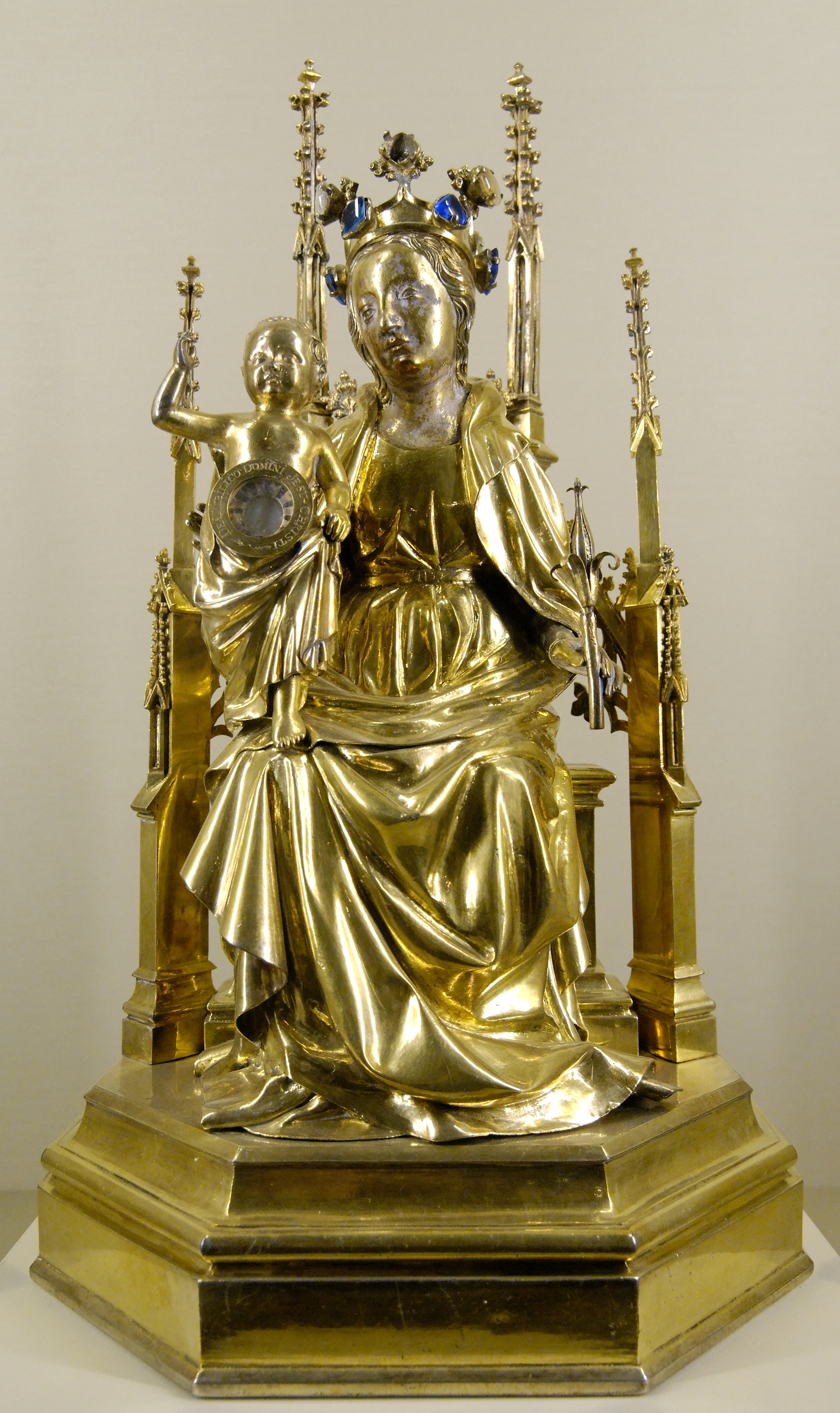
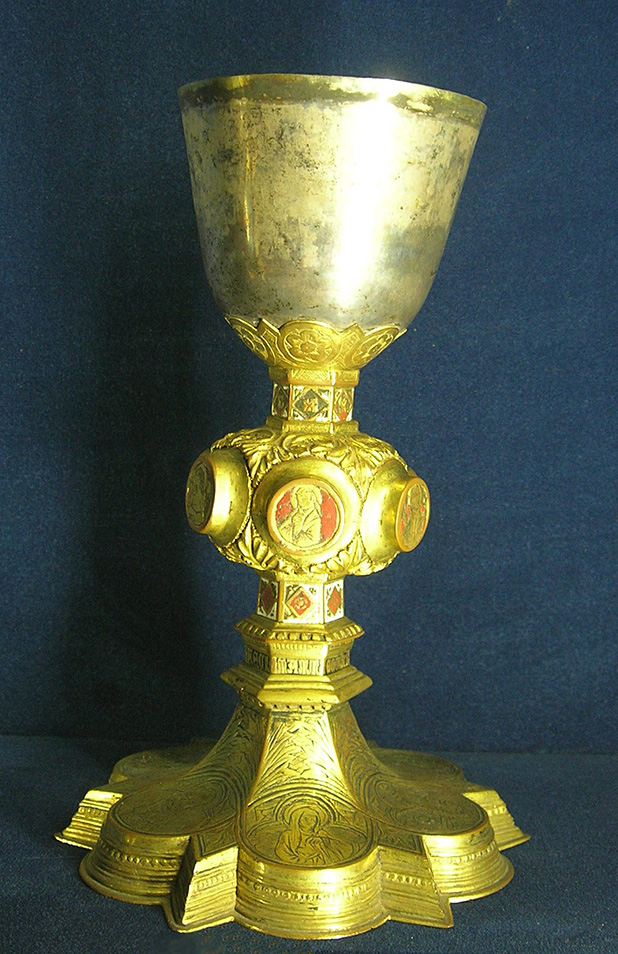

## Практична інформація
Музей розташований в Латинському Кварталі за адресою place Paul Painlevé.
Час роботи: щодня крім вівторка з 9:15 по 17:45. Музей зачинено: 1 січня, 1 травня й 25 грудня.